# Jacques Pills
Jacques Pills, geboren als René Ducos (Tulle, 7 januari 1906 - 12 september 1970) was een Frans zanger en acteur.
In 1959 deed Pills voor Monaco mee aan het Eurovisiesongfestival met het lied "Mon ami Pierrot". Hij eindigde als laatste met 1 punt. Hij is de vader van zangeres Jacqueline Boyer. In 1960 won zij het Eurovisiesongfestival voor Frankrijk.
Pills trouwde in 1939 met Lucienne Boyer, een huwelijk dat in 1951 eindigde in een scheiding. Op 20 september 1952 trouwde hij met Édith Piaf. Dit huwelijk liep in 1956 ook uit op een scheiding.

## Filmografie
- 1954 - Boum sur Paris
- 1949 - Une femme par jour
- 1945 - Seul dans la nuit
- 1945 - Marie la Misère
- 1942 - Pension Jonas
- 1936 - Toi, c'est moi
- 1936 - Prends la route
- 1934 - Princesse Czardas
- 1933 - Mademoiselle Josette, ma femme

1959: Jacques Pills · 
1960: François Deguelt · 
1961: Colette Deréal · 
1962: François Deguelt · 
1963: Françoise Hardy · 
1964: Romuald · 
1965: Marjorie Noël · 
1966: Tereza · 
1967: Minouche Barelli · 
1968: Line & Willy · 
1969: Jean-Jacques · 
1970: Dominique Dussault · 
1971: Séverine · 
1972: Anne-Marie Godart & Peter McLane · 
1973: Marie · 
1974: Romuald · 
1975: Sophie · 
1976: Mary Christy · 
1977: Michèle Torr · 
1978: Caline & Olivier Toussaint · 
1979: Laurent Vaguener · 
2004: Märyon · 
2005: Lise Darly · 
2006: Séverine Ferrer
- Biblioteca Nacional de España: XX1560259
- Bibliothèque nationale de France: cb13898495c (data)
- Gemeinsame Normdatei: 1061360717
- International Standard Name Identifier: 0000 0000 0289 4360
- Library of Congress Control Number: no2007043986
- MusicBrainz: 68a726e2-d2a4-49d6-a364-88a026e6ff2d
- Système universitaire de documentation: 083024727
- Virtual International Authority File: 71167125
- WorldCat: E39PBJgmKw99jcjy96JMj9kJjC